# واهان کاراپتیان
واهان گورگنی کاراپتیان (ارمنی: Վահան Գուրգենի Կարապետյան؛ زادهٔ ۲۶ مهٔ ۱۹۶۶) یک سیاستمدار و وکیل اهل ارمنستان است که از تاریخ ۲۰۱۷ تا تاریخ ۲۰۱۸ سمت نمایندگی دوره ششم مجلس ملی جمهوری ارمنستان را برعهده داشت.

## زندگی‌نامه
در ۲۶ مهٔ ۱۹۶۶ در ایروان به دنیا آمد و از دانشگاه دولتی حقوق مسکو فارغ‌التحصیل شد. 

## یادداشت
1. ↑  Moscow All-Union Institute of Law